# Asteroid Apollo

Grupul Asteroizilor Apollo (prezentați cu verde). Soarele este în centru, mai apar: planeta Mercur (negru), Venus (galben), Pământul (albastru) și Marte (roșu)

Asteroizii Apollo sunt un grup de asteroizi din apropierea Pământului numiți după 1862 Apollo, primul asteroid din acest grup care a fost descoperit de către Karl Wilhelm Reinmuth. Acești asteroizi intersectează orbita Pământului și au semiaxa majoră mai mare decât cea a Pământului (> 1 u.a.) și o distanță la periheliu (q) < 1017 u.a. Unii pot ajunge foarte aproape de Pământ, ceea ce îi transformă într-un potențial pericol pentru planeta noastră (cu cât este mai apropiată semiaxa majoră de cea a Pământului, cu atât o excentricitate mai mică este necesară pentru ca orbitele să se intersecteze).
Cel mai mare asteroid Apollo cunoscut este de 1866 Sisyphus, cu un diametru de aproximativ 10 km.

## Listă de asteroizi Apollo
Lista celor mai cunoscuți asteroizi Apollo este următoarea:
| Nume                   | An   | Descoperit de / la                                   |
| ---------------------- | ---- | ---------------------------------------------------- |
| (214869) 2007 PA8      | 2012 | LINEAR                                               |
| 2011 MD                | 2011 | LINEAR                                               |
| 2010 AL30              | 2010 | LINEAR                                               |
| 2009 WM1               | 2009 |                                                      |
| 2009 DD45              | 2009 | Siding Spring Observatory, Australia                 |
| 2008 TC3               | 2008 | Catalina Sky Survey                                  |
| 2007 VK184             | 2007 | Catalina Sky Survey                                  |
| 2007 TU24              | 2007 | Catalina Sky Survey                                  |
| 2007 WD5               | 2007 | Catalina Sky Survey                                  |
| 2006 FV35              | 2006 | Spacewatch                                           |
| 2006 SU49              | 2006 | Spacewatch                                           |
| 2005 YU55              | 2005 |                                                      |
| 2005 WY55              | 2005 |                                                      |
| 2004 XP14              | 2004 | LINEAR                                               |
| 2004 AS1               | 2004 | LINEAR                                               |
| 2002 TD66              | 2002 | LINEAR                                               |
| (137108) 1999 AN10     | 1999 | LINEAR                                               |
| 1998 KY26              | 1998 | Spacewatch                                           |
| 1997 XR2               | 1997 | LINEAR                                               |
| 69230 Hermes           | 1937 | Karl Reinmuth                                        |
| (53319) 1999 JM8       | 1999 | LINEAR                                               |
| (52760) 1998 ML14      | 1998 | LINEAR                                               |
| (35396) 1997 XF11      | 1997 | Spacewatch                                           |
| 25143 Itokawa          | 1998 | LINEAR                                               |
| 1994 CC                | 1994 | Spacewatch                                           |
| (175706) 1996 FG3      | 1996 | R. H. McNaught, Siding Spring Observatory, Australia |
| 6489 Golevka           | 1991 | Eleanor F. Helin                                     |
| 4769 Castalia          | 1989 | Eleanor F. Helin                                     |
| 4660 Nereus            | 1982 | Eleanor F. Helin                                     |
| 4581 Asclepius         | 1989 | Henry E. Holt, Norman G. Thomas                      |
| 4486 Mithra            | 1987 | Eric Elst, Vladimir Shkodrov                         |
| (4197) 1982 TA         | 1982 | Eleanor F. Helin, Eugene Shoemaker                   |
| 4183 Cuno              | 1959 | Cuno Hoffmeister                                     |
| 4179 Toutatis          | 1989 | Christian Pollas                                     |
| 4015 Wilson-Harrington | 1979 | Eleanor F. Helin                                     |
| 3200 Phaethon          | 1983 | Simon F. Green, John K.Davies / IRAS                 |
| 2063 Bacchus           | 1977 | Charles T. Kowal                                     |
| 1866 Sisyphus          | 1972 | Paul Wild                                            |
| 1620 Geographos        | 1951 | Albert George Wilson, Rudolph Minkowski              |
| (29075) 1950 DA        | 1950 | Carl A. Wirtanen                                     |
| 1566 Icarus            | 1949 | Walter Baade                                         |
| 1685 Toro              | 1948 | Carl A. Wirtanen                                     |
| 2101 Adonis            | 1936 | Eugène Joseph Delporte                               |
| 1862 Apollo            | 1932 | Karl Reinmuth                                        |

## Veziși
- 101955 Bennu